# Leigh-Anne
Leigh-Anne Pinnock (High Wycombe, Reino Unido, 4 de octubre de 1991) es una cantante, empresaria, modelo, actriz, bailarina  y compositora británica, integrante del grupo Little Mix. Junto al grupo, Leigh-Anne ha vendido alrededor de 70 millones de álbumes y sencillos convirtiéndolas en uno de los grupos femeninos con más ventas de la historia.

## Biografía
Fue criada en High Wycombe, Buckinghamshire por su madre Deborah Thornhill y su padre John Pinnock. Pinnock tiene ancestros barbadenses y jamaicanos. También tiene dos hermanas, Sian-Louise y Sairah. Antes de formar parte de Little Mix, trabajó en el Pizza Hut.

## Carrera

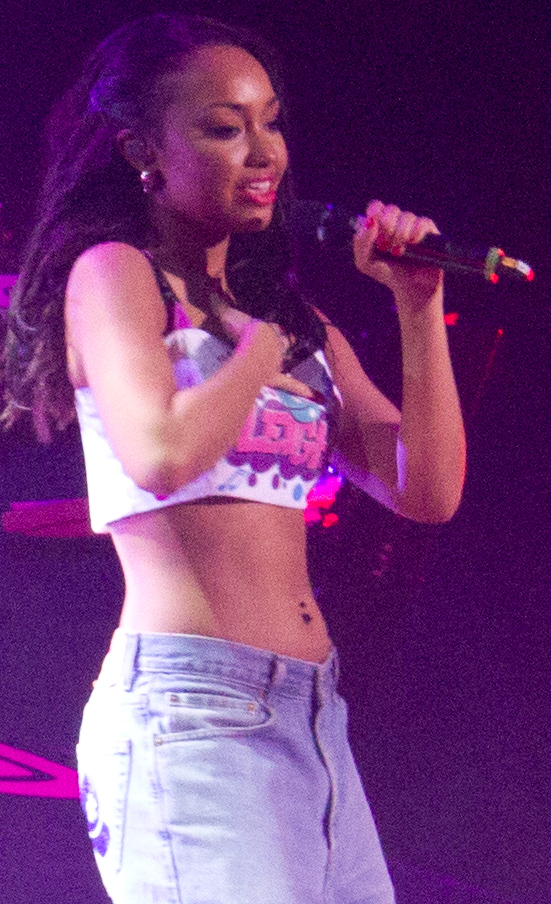
Leigh-Anne Pinnock con Little Mix durante el DNA Tour en York el 8 de febrero de 2013.

### The X Factor y Little Mix
En 2011, Pinnock audicionó en el reality show The X Factor con el tema «Only Girl (In the World)» de Rihanna. Junto con Jesy, Jade y Perrie no lograron pasar la primera fase del campamento. Los jueces decidieron darles una oportunidad en la categoría grupal, donde Jesy y Perrie fueron colocadas en el grupo "Faux Pas" y Leigh-Anne fue colocada en el grupo "Orion" junto a Jade.  Ninguno de los grupos logró pasar la casa de los jueces.  Sin embargo, Kelly Rowland tomó una decisión de último minuto y dos miembros de ambos grupos fueron seleccionados y colocados en un mismo grupo, llamado "Rhythmix".  Unas semanas después de la competencia, los ejecutivos de X-Factor les advirtieron sobre los derechos de autor del nombre "Rhythmix", ya que el mismo se encontraba registrado como una organización benéfica. En diciembre de 2011, Little Mix se convirtió en la primera banda, en 8 años de competencia en ganar el show, lanzando su primer sencillo «Cannonball», que alcanzó el primer puesto en Reino Unido, Irlanda y Escocia.
En 2012, Little Mix lanzó su primer álbum de estudio, DNA, con su primer sencillo titulado «Wings», el cual logró convertirse en su segundo sencillo número uno en Reino Unido, le siguieron los sencillos «DNA», «Change Your Life» y «How Ya Doin'?» junto a la rapera Missy Elliott. El 31 de agosto de 2012, lanzaron su libro autobiografico "Ready to fly" bajo la editorial HarperCollins. En 2014 lanzan su segundo álbum de estudio, Salute, el cual debutó en el cuarto puesto en el UK Albums Chart y en el sexto puesto en la lista Billboard 200 en Estados Unidos. El mismo contó con tres sencillos, «Move», «Little Me» y «Salute».
En 2015, Little Mix lanzó su tercer álbum de estudio, Get Weird el cual debutó en el segundo puesto del UK Albums Chart, convirtiéndose en su tercer álbum en el top diez. El álbum contó con cuatro sencillos, el primero titulado «Black Magic», se convirtió en el tercer sencillo número uno del grupo en el UK Singles Chart. Los siguientes sencillos fueron «Love Me Like You», «Secret Love Song» junto a Jason Derulo y finalmente «Hair» junto a Sean Paul.
En noviembre de 2016, el grupo lanzó su cuarto álbum de estudio titulado Glory Days convirtiéndose en su primer álbum número uno en el UK Albums Chart. El álbum contó con cinco sencillos, el primer sencillo titulado «Shout Out to My Ex», se convirtió en el cuarto sencillo número uno en Reino Unido del grupo. Le siguieron los sencillos «Touch», «No More Sad Songs», «Power» junto al rapero Stormzy, finalmente «Reggaetón Lento» remix junto al grupo CNCO fue lanzado como parte reedición de su álbum. La gira promocional "The Glory Days Tour" recaudó $42 millones de dólares y vendió 810,810 boletos convirtiéndose en una de las giras más rentables por parte de un grupo femenino.
En 2018 lanzaron su quinto álbum titulado LM5 con solo dos sencillos, «Woman Like Me» junto a la rapera Nicki Minaj y «Think About Us» junto al rapero Ty Dolla Sign. Tres días luego del lanzamiento del álbum se anunció la separación con su disquera Syco pasando a formar parte de RCA Records.
El 14 de junio de 2019, Little Mix lanza «Bounce Back» como su primer sencillo bajo RCA Records. En marzo de 2020 lanzan el primer sencillo de su sexto álbum, titulado «Break Up Song».

### Trabajos independientes
En febrero de 2015, la cantante lanzó su blog de moda en Tumblr llamado "Leigh Loves".
En marzo de 2019 se anunció que la cantante sería la cara de la marca deportiva Umbro. Pinnock apareció en la portada de la revista Rollacoaster mostrando parte de la colección. Ese mismo año, Leigh Anne habló por primera vez del racismo que enfrentó durante sus primeros años en el grupo en una entrevista exclusiva para la revista Glamour UK. El 12 de septiembre de 2019 se estrenó el documental de su compañera de grupo titulado Jesy Nelson: Odd One Out para BBC One y BBC Three en el cual Pinnock compartió su testimonio sobre el acoso en línea vivido por su compañera Nelson que la llevó a que esta sufriera una severa depresión e intento de suicidio.
A finales del año 2019 se vuelve cofundadora de una marca de trajes de baño de lujo llamada "IN’A’SEASHELL". Es una marca con el propósito de empoderamiento femenino utilizando modelos de todas las razas y tallas. Su lema “Like seashells we are all beautiful, all unique, each with a story to tell” que en español significa, "Como las conchas marinas, todos somos hermosos, todos únicos, cada uno con una historia que contar".
En abril de 2020 se anunció que la cantante realizaría un documental con BBC Three sobre racismo. En junio de 2020, participó en la serie Served! with Jade Thirlwall para MTV, en el cuarto episodio de la drag queen Shea Coulee titulado "Rainbow Realness", en la cual contó su proposión de matrimonio.
El 9 de noviembre de 2020, Leigh Anne lanzó su colección de ropa en colaboración con la marca ASOS, sobre la que comentó: "Lo que me encanta es que hay una mezcla de vestidos y atuendos para salir, pero también con cosas informales. Siento que también tiene un poco de un tema de los 90, y me encanta ese tipo de moda. Amo todas las looks".
En marzo de 2021 se anunció que Pinnock firmó un contrato con Taps Music para el manejo de sus trabajos como solistas en música, televisión y cine. En junio de 2021 Leigh-Anne fue anunciada como nueva embajadora de la marca de cosméticos Maybelline en Reino Unido, lanzando en octubre la campaña "Brave Together".
El 2 de septiembre de 2021, salió a la venta el libro "Black Joy" de la periodista Charlie Brinkhurst-Cuff y Timi Sotire, el cual incluye un ensayo escrito por Leigh-Anne titulado "El poder interior: encontrar un propósito al alzar mi voz".

### Leigh Anne: Race, Pop & Power
En abril de 2021 se anunció que su documental sobre racismo y colorismo titulado  Leigh Anne: Race, Pop & Power, sería lanzado el 13 de mayo de 2021 a través de BBC One, BBC Three y a través de BBCiPlayer digitalmente. Fue dirigido por Tash Gaunt y producido Kandise Abiola, con una duración de 59 minutos. En el mismo Leigh Anne, además de contar su experiencia con el racismo, confrontó a su pareja Andre Gray sobre comentarios ofensivos realizados en 2012 y a su disquera Sony Music sobre la falta de diversidad en su equipo. En una escena, la cantante invitó a Alexandra Burke, NAO, Raye y Keisha Buchanan del grupo femenino Sugababes a contar sus experiencias en la industria musical. Otras apariciones importantes son el coreógrafo Frank Gatson, la política Dawn Butler miembro del Parlamento de Reino Unido desde 2015 y su compañera de grupo Jade Thirlwall.
El documental recibió críticas positivas, Rebecca Nicholson de The Guardian le dio 4 de 5 a estrellas mencionando «Me gustó mucho este documental reflexivo, sensible y decidido. Examina preguntas complicadas sin esperar respuestas fáciles, y ve a Pinnock convirtiendo sus esfuerzos para educarse a sí misma y a los demás en un plan práctico para encontrar y emplear más creativos negros en el Reino Unido. "Esto es solo el comienzo", dice, y no lo dudo ni por un segundo». Roisin O'Connor del periódico británico The Independent, también dio 4 de 5 estrellas al documental y aseguró que el documental es «apasionante y perspicaz», agregando «Pinnock está visiblemente dividida entre su comprensión del colorismo (el trato preferencial de la sociedad hacia los negros de piel clara hacia los de piel más oscura), sus propias experiencias vividas de racismo y su deseo de utilizar su enorme plataforma para crear conciencia. Ella reconoce que no es de ninguna manera una experta en los "muchos tipos diferentes de racismo", y aborda esto entrevistando a la diputada Dawn Butler sobre el abuso racista que ha enfrentado y las presentadoras de un podcast a quienes conoció en una marcha de Black Lives Matter», agrega que la cantante se encuentra con una "pared de silencio" cuando intenta hablar con su disquera sobre la falta de diversidad en la industria y finaliza con una reflexión sobre el documental: «El mensaje que te lleves de Race, Pop & Power depende de la identidad personal. Como espectador blanco, se trata de la importancia de ser un aliado y de ser consciente de que no basta simplemente con "no ser racista". El progreso, como lo demuestra tan bien Pinnock, se logra mucho más rápido cuando las personas trabajan juntas». Por otra parte, Emily Bootle de la revista política y cultural británica New Statesman mencionó en su reseña que el documental «cuestiona cuál es quizás el tema central del activismo en línea tanto de las celebridades como en general: la diferencia entre "tener la conversación" y actuar». Katie Rosseinsky del periódico Evening Standard, además de dar 4 de 5 estrellas al documental, aseguró que «tantos documentales musicales se gestionan con tanto cuidado que se convierten en un ejercicio de marca extendido, pero como el resto de la reciente serie de documentales convincentes dirigidos por celebridades de BBC Three, la película de Pinnock se siente más auténtica».
Al finalizar el documental Leigh Anne compartió la creación de la fundación "The Black Fund" junto a su pareja Andre Gray, la cual tiene por objetivo ayudar a pequeñas entidades de caridad en la comunidad negra. El documental fue visto por 1.1 millones de espectadores en el día de su estreno.

## Vida personal

### Relaciones
En 2012 comenzó una breve relación con el bajista de Cover Drive, Jamar Harding. De 2013 a 2016, tuvo una relación con el jugador de fútbol Jordan Kiffin a quien conoció en la fiesta de lanzamiento de su sencillo «Wings».
En diciembre de 2016, anunció que estaba saliendo con el jugador de fútbol Watford FC, Andre Gray. En 2019 Gray apareció en el video musical del sencillo «Think About Us» de Little Mix. El 29 de mayo de 2020 ambos compartieron en sus redes sociales su compromiso luego de cuatro años de noviazgo. El 4 de mayo de 2021 anunció su embarazo a través de sus redes sociales. El 16 de agosto de 2021 dio a luz a gemelas. La pareja se casó el 3 de junio de 2023 en Jamaica.

### Racismo
El 5 de junio de 2020 subió un video a su cuenta oficial de Instagram, hablando sobre el racismo en la sociedad y enviando sus condolencias a la familia de George Floyd, así como también hablando de su propia experiencia en el grupo Little Mix. En el video, de 5 minutos, Pinnock aseguró que "llega un punto en la vida de todo ser humano negro, no importa cuánto dinero tenga o lo que haya logrado... cuando se dé cuenta de que el racismo no lo excluye" y continuó relatando que su momento "de despertar" fue luego de ganar el programa X-Factor, cuando durante la grabación de su primer sencillo «Wings» se le dijo "Eres la chica negra del grupo. Tienes que trabajar 10 veces más". Continuó agregando: "Canto a fanáticos que no me ven, ni me escuchan, ni me animan. Mi realidad es sentirme ansiosa ante de un eventos o firma de autógrafos con fanáticos porque siempre siento que soy la menos favorita. Mi realidad es constantemente sentir que tengo que trabajar 10 veces más duro y más tiempo para marcar mi lugar en el grupo porque mi talento por sí solo no es suficiente". El video recibió más de 3 millones de visitas, recibiendo el apoyo de sus compañeras de grupo así como también de artistas, como la cantante Normani, exintegrante del grupo Fifth Harmony, quien habló previamente de haber experimentado racismo durante su estadía en el grupo y que colocó el mensaje "Yo soy TÚ y tú eres YO. Te veo hermana".

## Otras actividades

### Composición
En 2015, compuso junto a sus compañeras, Edwards, Nelson y Thirlwall, así como también los compositores George Astasio, Jason Pebworth, Jon Shave y Maegan Cottone, el sencillo «Pretty Girls» de la cantante estadounidense Britney Spears junto a la rapera Iggy Azalea. Leigh Anne ha participado en la composición, junto a sus compañeras de grupo, de nueve temas en el álbum debut de Little Mix, titulado DNA, once temas en Salute, siete temas en su tercer álbum Get Weird, tres en Glory Days, seis temas en su quinto álbum LM5 y finalmente cinco temas en su sexto álbum Confetti. A su vez, Pinnock compuso el primer tema navideño del grupo «One I've Been Missing» lanzado en 2019.
En abril de 2019 firma con TwentySeven, perteneciente a Sony/ATV, un contrato como compositora junto a su compañera Jade Thirlwall.

### Actividades empresariales
In ‘A’Seashell
En 2019 Leigh Anne lanzó "In ‘A’Seashell", su marca de trajes de baños junto a su amiga Gabrielle Urquhart. La marca fue alabada en su primera campaña debido a la inclusión de modelos de distintas razas y tipos de cuerpos. El 18 de abril de 2019 se realizó la fiesta de lanzamiento el club "Mahiki" en Londres.
En noviembre de 2019 se lanzó la segunda campaña titulada "Cualquier cuerpo es un cuerpo de playa", incluyendo a las modelos Sophie Lee, quien tiene su piel con cicatrices debido a un accidente de auto, Caprice-Kwai, quien sufre de artrosis, hipermovilidad y síndrome de dolor crónico. También incluyó a la activista de positividad corporal Diana Sirokai, así como también Talulah-Eve Brown la primera modelo transgénero en aparecer en el reality Britain's Next Top Model.
En 2021 lanzó la segunda temporada de la marca, incluyendo nuevos modelos, con un video promocional de 3 minutos 44 segundos, el cual incluyó un tema musical creado especialmente para la marca e interpretado por Leigh Anne junto a la cantante Nadine. En junio de 2021, la marca fue lanzada a la venta en ASOS.com, la misma incluyó un diseño exclusivo llamado "believe", sólo disponible en dicha tienda.

### Actividades humanitarias
En febrero de 2018 asistió a la gala benéfica en apoyo a la organización caritativa "Staunton Mental Health" donde además habló sobre el racismo que experimento.
En 2019, junto a su compañera Jade Thirlwall, escalaron la montaña más alta de África, Kilimanjaro para organización caritativa Comic Relief, ayudando a recaudar £2.7 millones de libras esterlinas. En julio de 2019, nuevamente junto a Jade, asistió al Día Internacional del Orgullo LGBT en Londres junto a las organizaciones Stonewall y Mermaids.
El 8 de marzo de 2020, en el día mundial de la mujer, participó de la campaña "Es tiempo" de la organización sin fines de lucro One Young World que busca crear conciencia sobre la igualdad de géneros así como también la violencia contra la mujer, en lo que se incluye a las más de 3 millones de mujeres que sufren mutilación genital femenina mundialmente. A su vez en abril, se unió a la campaña "Encontrar el equilibrio: salud mental y redes sociales" de la misma organización como parte del episodio "#TogetherApart" junto a la modelo Leomie Anderson, en la cual hablaron de la salud mental y situación actual con COVID-19.

## Discografía

### Extended plays
| Título                            | Detalles                                                                                              |
| --------------------------------- | --- |
| No Hard Feelings                  | - Lanzamiento: 31 de mayo de 2024 - Formatos: Descarga digital, streaming - Discográfica: Warner      |
| City Sessions (Amazon Music Live) | - Lanzamiento: 22 de noviembre de 2024 - Formatos: Descarga digital, streaming - Discográfica: Warner |

### Sencillos
| Título                                                                      | Año  | Posiciones en listas | Posiciones en listas | Posiciones en listas | Posiciones en listas | Posiciones en listas | Posiciones en listas | Posiciones en listas | Posiciones en listas | Posiciones en listas | Álbum            |
| Título                                                                      | Año  | UK                   | CRO                  | IRE                  | LAT                  | NGA                  | NZ Hot               | HUN                  | SR                   | CZ                   | Álbum            |
| --------------------------------------------------------------------------- | ---- | -------------------- | -------------------- | -------------------- | -------------------- | -------------------- | -------------------- | -------------------- | -------------------- | -------------------- | ---------------- |
| "Don't Say Love"                                                            | 2023 | 11                   | 85                   | 45                   | 33                   | 99                   | 18                   | 6                    | —                    | 5                    | TBA              |
| "My Love" (con Ayra Starr o Jireel)                                         | 2023 | 28                   | —                    | —                    | 32                   | 51                   | —                    | —                    | 5                    | —                    | TBA              |
| "Stealin' Love"                                                             | 2024 | —                    | —                    | —                    | —                    | —                    | —                    | —                    | —                    | —                    | No Hard Feelings |
| "Forbidden Fruit"                                                           | 2024 | —                    | —                    | —                    | —                    | —                    | —                    | —                    | —                    | —                    | No Hard Feelings |
| "OMG"                                                                       | 2024 | —                    | —                    | —                    | —                    | —                    | —                    | —                    | —                    | —                    | No Hard Feelings |
| "—" denota que el sencillo no se lanzó o no se posicionó en ese territorio. |      |                      |                      |                      |                      |                      |                      |                      |                      |                      |                  |

## Filmografía
| Año  | Título                                | Papel        | Notas                                           |
| ---- | ------------------------------------- | ------------ | ----------------------------------------------- |
| 2011 | The X Factor UK                       | Participante | 31 episodios.                                   |
| 2019 | Odd One Out                           | Ella misma   | Aparición en el documental.                     |
| 2020 | Served! with Jade Thirlwall           | Ella misma   | Episodio 4: "Rainbow Realness" con Shea Coulee. |
| 2020 | The Talk                              | Ella misma   | Documental sobre racismo.                       |
| 2020 | Generation Change: Black Lives Matter | Ella misma   | Serie de MTV sobre racismo.                     |
| 2020 | Little Mix: The Search                | Jueza        | Show de talento.                                |
| 2020 | MTV EMAs 2020                         | Conductora   | También performer.                              |
| 2020 | How To Be Anne-Marie                  | Ella misma   | Documental.                                     |
| 2020 | LM5: The Tour Film                    | Ella misma   | Película del tour LM5.                          |
| 2021 | The Voice UK                          | Ella misma   | Mentora invitada equipo Anne-Marie.             |
| 2021 | Leigh-Anne: Race, Pop & Power         | Ella misma   | Documental sobre racismo y colorismo.           |
| 2021 | RuPaul's Drag Race UK                 | Ella misma   | Jurado invitada, temporada 3.                   |
| 2021 | The Outsiders?                        | Ella misma   | Documental sobre racismo.                       |
| 2021 | Boxing Day                            | Georgia      | Protagonista, Película de cines.                |

## Premios y nominaciones
| Año  | Premiación                 | Trabajo nominado                | Categoría                    | Resultados | Ref.    |
| ---- | -------------------------- | ------------------------------- | ---------------------------- | ---------- | ------- |
| 2019 | Premios Ethnicity          | Ella misma                      | Estrella más influyente      | Nominada   | [ 117 ] |
| 2020 | Premios Ethnicity          | Ella misma                      | Personalidad más inspiradora | Nominada   | [ 118 ] |
| 2020 | Premios Ethnicity          | Ella misma                      | Premio Equality              | Ganadora   | [ 119 ] |
| 2021 | National Diversity Awards  | Ella misma                      | Celebridad del año           | Ganadora   | [ 120 ] |
| 2021 | National Television Awards | Leigh-Anne: Race, Pop and Power | Mejor documental             | Nominada   | [ 121 ] |
| 2021 | Premios Ethnicity          | Leigh-Anne: Race, Pop and Power | Mejor momento en el medio    | Pendiente  | [ 122 ] |